# Station Welwyn North
Welwyn North is een spoorwegstation van National Rail in Digswell, Welwyn Hatfield in Engeland. Het station is eigendom van Network Rail en wordt beheerd door Govia Thameslink Railway. 